# Kalām

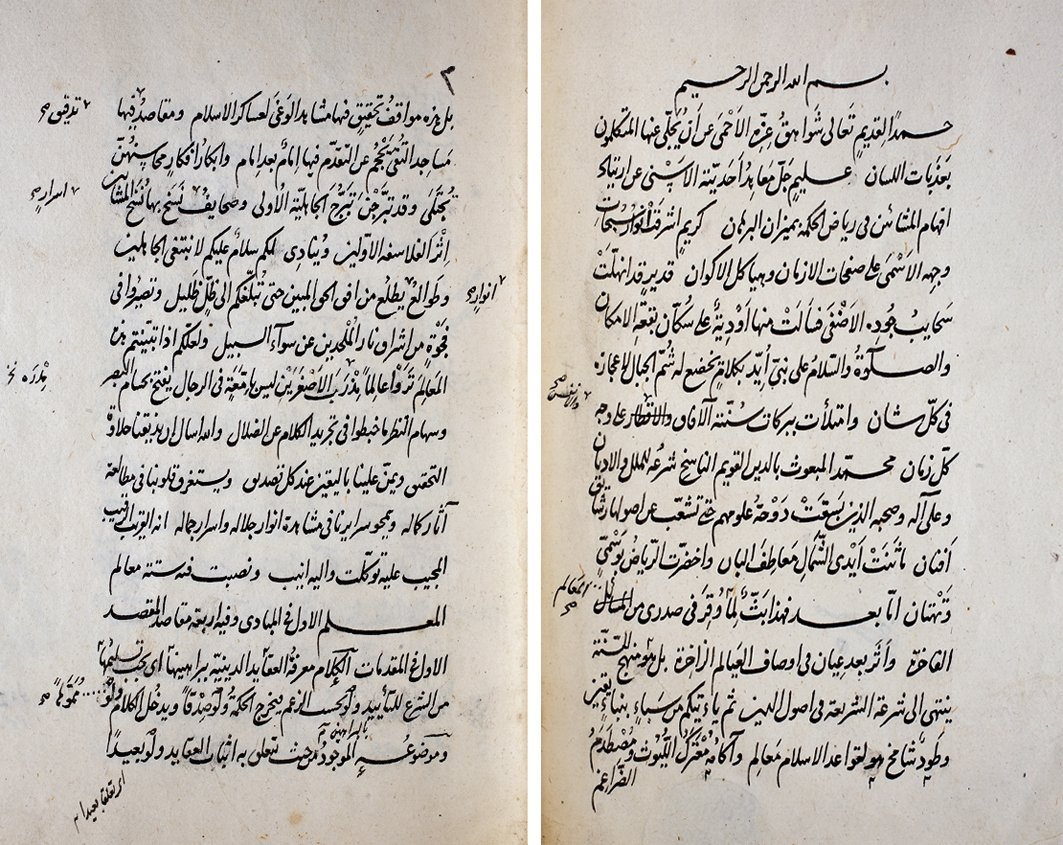
Le prime due pagine di un manoscritto arabo del XVI secolo, contenente un trattato di Taşköprüzade sulla scienza kalām, intitolato al-Maʿālim fī ʿilm al-kalām (Biblioteca statale Bayezit, Istanbul)

Il termine arabo kalām (in arabo كلام‎?) di per sé significa «parola, discorso, linguaggio». L'espressione ʿilm al-kalām (in arabo علم الكلام‎?) nella cultura islamica indica, tuttavia, specificamente la conoscenza relativa al kalām Allāh («Parola di Dio»), equivalente al greco antico Logos o al Verbo evangelico, riferendosi quindi alla teologia speculativa islamica.

## Studio della Parola divina
Dal momento che Dio (Allah) fa conoscere la Sua volontà (che s'identifica col Bene) soltanto tramite la Rivelazione - in mancanza della quale l'umanità non avrebbe alcuna possibilità di orientarsi, fidando nei suoi soli fallibili sensi e nella sua limitata intelligenza - quanto detto da Dio nel Corano assume un valore fondamentale. Studiare cioè la Parola divina significa conoscerLo, sia pure nei soli aspetti che sono stati fatti oggetto della Rivelazione.
Tale approccio non sempre è condiviso dai mistici, che privilegiano invece un rapporto "personale" con Dio, un'ascesi progressiva che mira a fare riconfluire il proprio Essere apparente nell'Unico davvero esistente.
Il fatto che il Corano sia sempre stato definito "parola di Dio" ha condotto a un durissimo confronto (non sempre rimasto sul piano puramente teorico) sulla "createzza" del testo sacro islamico. Da un punto di vista eminentemente storico, tutto portava a credere che esso fosse stato creato da Dio per gli uomini in un dato momento storico dell'esistenza dell'umanità, ma contro la tesi della createzza coranica (asserita ad esempio, come marca fondamentale delle proprie riflessioni teologiche, dal Mutazilismo), si mossero tanto Ahmad ibn Hanbal quanto Abu al-Hasan al-Ash'ari. Essi sostennero infatti che, proprio perché "parola di Dio", il Corano non poteva essere che eterno a parte ante, dal momento che sarebbe stato inammissibile che un attributo divino fosse creato dall'Essere stesso cui quell'attributo pertiene ontologicamente.
Varrà la pena osservare come una simile riflessione fosse stata già fatta dall'Ebraismo, che infatti, nei Midrashim (commenti) al libro del Genesi, affermava che "prima che fosse creato il mondo" furono create sette cose, tra cui la Torah e il Tempio, sulla scorta della frase «Il Signore mi ebbe con sé al principio dei suoi atti, prima di fare alcuna delle sue opere più antiche (Proverbi, 8:22-30)».
I mutakallimūn, vale a dire i teologi, sono considerati fra gli esponenti di punta dei "dotti di scienze religiosi" (ʿulamāʾ ʿulūm al-dīn ), unitamente ai giurisperiti (fuqahāʾ ), ma spesso in polemico contrasto con i filosofi, per la convinzione di questi ultimi che Dio si potesse in parte conoscere anche con lo strumento della ragione umana da Lui elargita all'umanità, asserendo in definitiva l'esistenza di una sorta di "teologia naturale". I teologi si sono anticamente divisi in due gruppi: i dogmatici e i mutakallimūn.
Il kalām è costituito dal Daqīq al-kalām, nel quale vengono discusse le proprietà della natura, e dal Jalīl al-kalām, che invece prevede indagini teologiche e metafisiche.
Tra i più importanti pensatori e teologi islamici che contribuirono alla stesura e alla revisione delle tematiche concernenti il kalām, si annoverano Ibn Hazm (933-1063), che fu considerato un innovatore, e al-Ghazālī (1058-1111), che è stato uno dei più influenti pensatori islamici di tutti i tempi.
Alla fine dell'XI secolo, una disputa incorsa fra i teologi, a causa di opinioni divergenti sugli attributi divini, sollevò una serie di accuse reciproche di miscredenza, mettendo in serio pericolo la ripresa degli studi e dell'insegnamento del kalām.

## Sviluppi storici
Storicamente la prima riflessione teologica sorse già nel VII secolo intorno al problema del rapporto tra fede e opere in ordine alla salvezza e alla giustificazione, dando luogo a un'accesa polemica tra i kharijiti, che sostenevano che il peccatore perde lo status di credente ed è dannato, e tutti gli altri, secondo i quali invece un simile giudizio non spettava agli uomini bensì solo a Dio e dovesse perciò essere differito al momento del finale rendiconto (da irjāʾ = "differimento", costoro furono poi chiamati murgiti).
Un altro grande tema di discussione riguardò la fisionomia di Dio, che determinò l'emergere di una corrente antropomorfista (sulla base di passi coranici che descrivono Allah come un grande re celeste, che siede sul trono, vede, ascolta ecc.) e di un'altra che, all'opposto, negava qualsiasi possibilità di attribuire a Dio tratti umani e sosteneva di conseguenza l'interpretazione allegorica di detti passi.
Una terza questione accese gli animi, quella dei limiti del qadar divino, ossia dell'"attività decretante" di Allah che, secondo concezioni estreme, eserciterebbe una "costrizione" (jabr) su tutto il creato in ogni suo aspetto e giungerebbe perciò a vanificare qualsiasi margine di libertà umana (da cui la corrente omonima jabrita, in sostanza predestinazionista); la posizione opposta, che fa salvo invece un qualche margine di libertà individuale e sostiene di conseguenza il libero arbitrio, prese il nome di qadarita.
A partire dal IX secolo si forma la grande scuola dei mu'taziliti che, anche avvalendosi dei nuovi strumenti della dialettica (pervenuti attraverso le diffuse traduzioni dal greco di testi di scienza e filosofia a partire dall'VIII sec.), svilupperanno in una riflessione più organica e sistematica alcune tesi di matrice qadarita e rifletteranno a fondo sul concetto centrale di tawḥīd ("unità" divina); più tardi si formerà la scuola degli Ash'ariti, che dal X sec. prenderà il sopravvento, in parte mediando con correnti più tradizionaliste e conservatrici sensibili al lascito jabrita e che si coaguleranno nell'indirizzo dell'Hanbalismo, ferocemente avverso alla "scienza straniera" dei filosofi ellenizzanti e ai teologi di indirizzo dialettico; un'ulteriore scuola, quella dei maturiditi, si svilupperà nei territori più orientali, ispirandosi in parte al lascito mu'tazilita.